# Route 406 (Terre-Neuve-et-Labrador)
Pour les articles homonymes, voir Route 406.
La route 406 est une route tertiaire de la province de Terre-Neuve-et-Labrador d'orientation nord-ouest/sud-est située dans le sud-ouest de l'île de Terre-Neuve, 40 kilomètres de route au nord de Channel-Port aux Basques. Elle débute sur la route 1 à Doyles, se dirige vers le nord-ouest pendant 5 kilomètres, puis traverse Upper Ferry, puis suit la vallée Codroy sur 15 kilomètres, traversant notamment Millville. Elle se termine sur un cul-de-sac à Shoal Point. Route faiblement empruntée, elle mesure 22 kilomètres, et est une route asphaltée sur l'entièreté de son tracé.

## Attraits
- Old Codroy Carding Mill
- Cape Anguille Lighthouse

## Parcs provinciaux
Tout près de son terminus sud-est, la 406 passe au sud-ouest du parc provincial Grand Codroy, puis près de Millville, elle passe au nord du parc provincial Codroy Valley.

## Communautés traversées
- Doyles
- Upper Ferry
- Great Codroy
- Millville
- Woodville
- Codroy
- Shoal Point
- (Cap Anguille)